# Stroiești (okręg Vaslui)
Stroiești – wieś w Rumunii, w okręgu Vaslui, w gminie Tătărăni. W 2011 roku liczyła 205 mieszkańców.